# Madregilda
Pour plus de détails, voir Fiche technique et Distribution.
Madregilda est un film espagnol réalisé par Francisco Regueiro, sorti en 1993.

## Synopsis
À Madrid dans les années 1940, Moor Hauma organise un jeu de cartes unique réunissant plusieurs joueurs.

## Fiche technique
- Titre : Madregilda
- Réalisation : Francisco Regueiro
- Scénario : Ángel Fernández Santos et Francisco Regueiro
- Musique : Jürgen Knieper
- Photographie : José Luis López-Linares
- Montage : Pedro del Rey
- Production : Ulrich Felsberg, Gerardo Herrero et Adrian Lipp
- Société de production : Canal+ España, Gémini Films, Marea Films, Road Movies Filmproduktion, Televisión Española, Tornasol Films et ZDF
- Pays :  Espagne,  Allemagne et  France
- Genre : drame et historique
- Durée : 113 minutes
- Dates de sortie : 
  -  Espagne : 1er octobre 1993

## Distribution
- José Sacristán : Longinos
- Juan Echanove : Franco / Sosías
- Barbara Auer : Madregilda / Ángeles
- Kamel Cherif : Hauma
- Sandra Rodríguez : Limpia
- Israel Biedma : Manuel

## Distinctions
Le film a été nommé huit fois aux prix Goya et a remporté le prix du meilleur acteur pour Juan Echanove.